# Caroline Calvé
Pour les articles homonymes, voir Calvé.
Caroline Calvé née le 1er octobre 1978 à Hull (Québec) est une snowboardeuse canadienne. 

## Carrière
Elle a pris part aux Jeux olympiques d'hiver de 2010 dans l'épreuve du slalom géant géant parallèle qu'elle termine vingtième.
Lors de la saison 2011-2012 à Carezza, Calvé est devenue la première canadienne à remporter une Coupe du monde en slalom géant parallèle. Elle remporte par la suite plusieurs étapes de la Coupe du monde. Calvé reste à ce jour l'athlète féminine de snowboard alpine la plus décorée.[réf. nécessaire]

## Palmarès
- Jeux olympiques
- Vancouver 2010 : 20e en slalom géant parallèle
- Sotchi 2014 : 6e en slalom géant parallèle et 26e en slalom parallèle.

- Coupe du monde
- Meilleur classement en parallèle : 3e en 2013.
- 7 podiums dont 3 victoires.
- 6 fois Championne Canadienne